# Frans-Vital Van der Borght
Pour les articles homonymes, voir Van der Borght.
Frans Vital Van der Borght, né le 7 juillet 1888 à Langdorp et y meurt le 25 octobre 1983 fut un homme politique belge, membre du CVP depuis 1946.
Van der Borght fut agriculteur et receveur communal.
Il fut conseiller communal et échevin de Langdorp (1921-1925), sénateur (1946-49 et 1950-65) de l'arrondissement de Louvain et sénateur provincial (1949-1950).
Il fut créé chevalier de l'ordre de Léopold; médaille civique 1re classe.

## Généalogie
- Il fut fils de Joannes et Angelina Van den Bergh.
- Il resta célibataire.